# Тайстунген
Тайстунген (нем. Teistungen) — община в Германии, в земле Тюрингия. 
Входит в состав района Айхсфельд. Подчиняется управлению Линденберг/Айксфельд.  Население составляет 2487 человек (на 31 декабря 2010 года). Занимает площадь 25,94 км².
Коммуна подразделяется на 3 сельских округа.